# Зноб-Новгородська селищна територіальна громада
Зноб-Новгородська селищна територіальна громада — об'єднана територіальна громада в Україні, в Шосткинському районі Сумської області. Адміністративний центр — селище Зноб-Новгородське.
Площа громади — 469,26 км², населення — 4684 мешканці (2018).
Утворена 30 серпня 2016 року шляхом об'єднання Зноб-Новгородської селищної ради та Голубівської, Зноб-Трубчевської, Кренидівської, Кривоносівської, Нововасилівської, Очкинської, Стягайлівської сільських рад Середино-Будського району.
19 липня 2020 року, в результаті адміністративно-територіальної реформи та ліквідації Середино-Будського району, громада увійшла до складу новоутвореного Шосткинського району.

## Населені пункти
До складу громади входять 1 селище (Зноб-Новгородське) і 28 сіл: Боровичі, Василівське, Голубівка, Журавка, Заріччя, Зноб-Трубчевська, Карпеченкове, Красноярське, Кренидівка, Кривоносівка, Кудоярове, Кустине, Лісне, Любахове, Люте, Мефедівка, Нововасилівка, Очкине, Поліське, Стягайлівка, Таборище, Українське, Улиця, Уралове, Хильчичі, Червоне, Четвертакове та Чигин.